# Canon EOS M2
Canon EOS M2 é a segunda câmera de lente intercambiável mirrorless produzidos pela Canon. Ela foi substituída pelo Canon EOS M3 e Canon EOS M10 em 2015.

## Design
Semelhante ao seu antecessor, a Canon EOS M, a EOS M2 usa as objetivas Canon EF-M , possui 18 megapixels em seu sensor APS-C e um  DIGIC 5 processador de imagem. O mais recente EOS M2 adiciona controle de fase para melhorar a velocidade de focagem automática, além de Wi-Fi com suporte para redes sem fio para transferência de imagem e controle de fonte remota através de um aplicativo de smartphone. A câmara tem um  touchscreen de 3 polegadas com suporte para multi-toque.
A câmara não inclui encaixe adaptador para flash e viewfinder, , mas é compatível com flash Canon Speedlite . A EOS M2 foi oferecido em certos mercados como um kit, incluindo um Speedlite 90 EX flash. A câmara também pode aceitar objetivas Canon EF e EF-S  por meio de um adaptador de montagem. A câmera é capaz de suportar  vídeo SD a 30fps ou 25fps, vídeo em HD de 720p a 60fps ou 50fps e vídeo Full HD de 1080p a 30 fps, 24 fps ou 25fps.